# Référé législatif
Le référé législatif est la procédure en vertu de laquelle, en cas de conflit d'interprétation de la loi entre le juge de cassation et les juges du fond, le premier était tenu d'en référer au législateur qui tranchait le conflit, par voie d'autorité, au moyen d'une loi interprétative.
Le référé législatif est une application de l'adage « Ejus est interpretari legum cujus est condere ». Cet adage est tiré des constitutions Tanta (C. 1, 17, 2, 18 et 21), Inter aequitatem et Si imperialis majestas (C. 1, 14, 1 et 12).

## Antécédents
Le référé législatif s'inspire du droit justinien, du droit canon et l'ancien droit français.
L'interdiction de l'interpretatio et la relatio ad Principem — à savoir, l'obligation d'en référer à l'empereur en cas de doute interprétatif — existaient en droit justinien.
En droit canon, par la bulle Benedictus Deus de 1563, le pape Pie IV interdit au juge d'interpréter et l'oblige de s'en référer au législateur — à s'avoir, le pape — en cas de doute interprétatif.
En ancien droit français, par l'Ordonnance civile d'avril 1667, le roi Louis XIV fait de même. Le titre Ier de l'ordonnance dispose, en effet, en son article 7 : « Si dans les jugements des procès qui seront pendants en nos cours de parlement, et autres nos cours, il survient aucun doute ou difficulté sur l'exécution de quelques articles de nos ordonnances, édits, déclarations et lettres patentes, nous leur défendons de les interpréter ; mais voulons qu'en ce cas elles aient à se retirer par-devers nous, pour apprendre ce qui sera de notre intention ».

## En France
En France, le référé législatif apparaît avec l'Ordonnance civile, enregistrée au parlement de Paris le 20 avril 1667. Son article 7 interdit aux juridictions, tant inférieures que supérieures, d'interpréter les lois, et prescrit qu'en cas de « doute ou difficulté » les cours devront en référer au roi pour « apprendre » ce qui sera de son « intention ».
À la Révolution, la Constituante introduit le référé législatif avec l'article 12 de la loi des 16 et 24 août 1790 sur l'organisation judiciaire. Ses dispositions sont reprises par la Constitution du 3 septembre 1791.
Sous la Première République, la Convention thermidorienne maintient le référé législatif avec la Constitution du 5 fructidor an III (22 août 1795 (5 fructidor de l'an III)).
La loi du 27 ventôse an VIII (18 mars 1800) sur l'organisation des tribunaux supprime le référé législatif, en prévoyant que la question serait portée devant les « sections réunies du tribunal de cassation ».
Sous le Premier Empire, le référé législatif est rétabli dès 1807. La loi du 16 septembre prévoit, en effet, qu'après deux cassations dans la même affaire, l'interprétation de la loi serait donnée en forme de règlement d'administration publique, c'est-à-dire par un texte rédigé par le Conseil d'État et approuvé par l'empereur.
Sous la Restauration, Dumolard propose, dès 1814, l'abrogation de la loi de 1807. Mais la proposition n'est pas adoptée.
La loi du 30 juillet 1828 prévoit qu'en cas de conflit d'interprétation, le dernier mot appartient, non pas à la Cour de cassation, mais à la cour d'appel statuant sur le second renvoi après cassation, le roi devant proposer pour l'avenir une loi interprétative aux chambres.
La loi du 1er avril 1837 supprime le référé législatif en oblige la seconde cour de renvoi à se conformer, sur le point de droit jugé, à la décision des chambres réunies de la Cour de cassation.